# Debar
Debar (v makedonské cyrilici Дебар, albánsky Dibër, turecky Debre) je město v Jihozápadním regionu v Severní Makedonii. V roce 2002 tu žilo 14 561 obyvatel.

## Geografická poloha
Město se nachází na západním okraji země, na Debarském poli, v blízkosti Debarského jezera, u hranice s Albánií. Nejbližšími dalšími městy jsou Struga, která je vzdálená 52 km jižně, a Gostivar, která se nachází 71 km severně. Hlavní město Severní Makedonie Skopje se nachází 131 km severovýchodním směrem. Debar je vzdálen od albánské metropole Tirany 62 km. Nadmořská výška Debaru činí 625 m n. m. Město obklopují vrcholy Bajrak a Stogovo, které dosahují nadmořské výšky až přes dva tisíce metrů.
Debarem protéká několik vodních toků, například Vakufska Reka, Banski Potok, Cincaroska Reka a řada menších. Voda z těchto řek proudí do řeky Crni Drin, která směřuje nedaleko za městem Debarem do Albánie.
Podnebí v Debaru je přechodné mezi kontinentálním hornatým a středomořským, které značně ovlivňuje nedaleké je výsledkem silného klimatického vlivu Jaderského moře. Zimy v Debaru se vyznačují velkým množstvím sněhu, léta bývají horká a suchá.

## Dějiny
První písemný dokument, který připomíná existenci města, byla ptolemaiova mapa, vypracovaná v polovině 2. století př. n. l. V ní je město poznamenáno pod názvem Deborus. 
Normanské vojsko obsadilo Debar v roce 1107. V období od 13. století do století čtrnáctého měnilo město často své vládce. Zájem o něj měly Epirus, Druhé bulharské carství a středověký srbský stát. Nakonec se město stalo součástí Osmanské říše.
V 15. století došlo v blízkosti Debaru do několika střetů mezi albánským vojevůdcem Skanderbegem a tureckým vojskem. Ve dvou bitvách (1444 a 1446) byli Turci poraženi. 
Ve století devatenáctém došlo k vzpouře místního obyvatelstva proti turecké moci. Navštívil jej také francouzský cestovatel a geolog[zdroj?] Ami Boué, který zde poznamenal, že se v Debaru nachází 64 řemeslných dílen a žije tu 4 200 obyvatel. Po nějakou dobu byl Debar součástí Skadarského vilájetu, potom v letech 1877 až 1912 byl administrativně součástí správní jednotky v Bitole. Turci označovali Debar jako tzv. Horní Debar (turecky Debre-i Bala) a jako Dolní Debar potom město Peshkopi v dnešní Albánii, které se nachází níže po toku řeky Drin. 
Řada místních Albánců se aktivně účastnila činností Prizrenské ligy v závěru 19. století. 
V roce 1913 bylo město připojeno k srbskému království v souvislosti s výsledky První balkánské války. Tím se Debar, s značným počtem albánského a muslimského obyvatelstva stal pohraničním městem Srbska. Řada místních nesla situaci nelibě a ve městě došlo k nepokojům. Následně bylo město obsazeno albánskou armádou, tu však srbské vojsko nedlouho poté vyhnalo. Od roku 1918 byl Debar součástí Království Srbů, Chorvatů a Slovinců, později Jugoslávie. V meziválečném období zde byl dislokován pěší pluk jugoslávské armády, který měl bránit hranici se sousední a nepříliš přátelskou Albánií. Součástí Severní Makedonie je od roku 1991.

## Obyvatelstvo
Debar patří k menším makedonským městům; je jedním z mála měst, kde Makedonci nepředstavují většinu. Tři čtvrtiny obyvatel Debaru jsou albánské národnosti. Druhou nejpočetnější národností ve městě jsou Turci.

## Významné osobnosti
Z Debaru pocházely tyto známé osobnosti:
- Gjon Kastrioti, otec Skanderbega, albánského středověkého hrdiny
- Nexhat Agolli, politik a člen ASNOMu
- Eqrem Basha, spisovatel
- Abdurraman Dibra, albánský politik
- Fiqri Dine, bývalý albánský premiér
- Akif Erdemgil, důstojník turecké armády
- Moisi Golemi, generál Skanderbegovy armády
- Sherif Lengu, spoluzakladatel moderní Albánie
- Haki Stërmilli, spisovatel
- Myfti Vehbi Dibra, spoluzakladatel moderní Albánie
- Bashkim Paçuku, operní zpěvák